# The Flying Doctor
Pour plus de détails, voir Fiche technique et Distribution.
The Flying Doctor est un film australo-britannique réalisé par Miles Mander et sorti en 1936.
Considéré comme le premier film sonore australien, c'est également le premier film consacré à l'aviation dans ce pays.

## Synopsis
Sandy, un aventurier australien, voyage dans différents lieux en vivant de petits boulots. Dans une ferme il rencontre Mary dont il tombe amoureux. Par la suite il rencontre un médecin, John Vaughan, qui travaille en tant que « flying doctor » pour le Royal Flying Doctor Service.

## Fiche technique
- Réalisation : Miles Mander

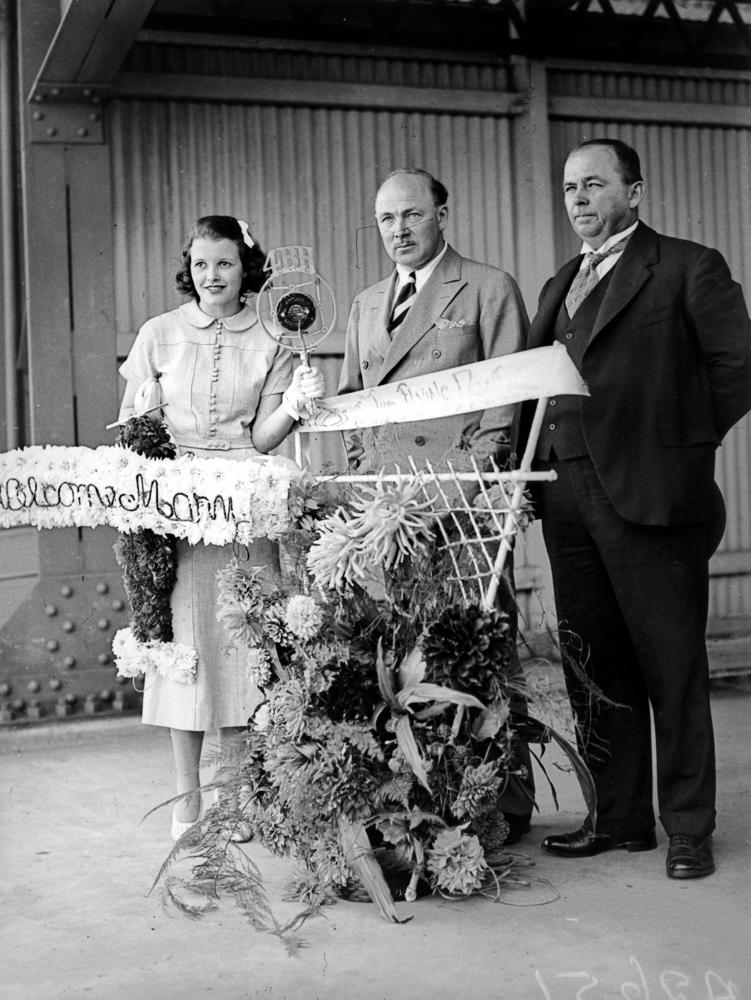
L'actrice Mary Maguire lors de son retour à Brisbane, avec le scénariste J. O. C. Orton.

- Scénario : J. O. C. Orton, Miles Mander d'après un roman de Robert Waldron[3]
- Production : National Productions, Gaumont-British Pictures
- Photographie : Derick Williams
- Musique : Willy Redsone, Alf. J. Lawrence
- Montage : J.O.C. Orton, R. Maslyn Williams, Edna Turner
- Durée : 92 minutes (Australie)[4], 67 minutes (Royaume-Uni)
- Dates de sortie :
  - Australie : 23 septembre 1936
  - Royaume-Uni : septembre 1937

## Distribution
- Charles Farrell : Sandy Nelson
- Mary Maguire : Jenny Rutherford
- James Raglan : Docteur John Vaughan
- Joe Valli : Dodger Green
- Margaret Vyner : Betty Webb
- Eric Colman : Geoffrey Webb
- Tom Lurich : Blotch Burns
- Maudie Edwards : Phyllis
- Katie Towers : Mrs. O'Toole
- Phillip Lytton : Docteur Gordon Rutherford
- Andrew Beresford : John Rutherford
- Jack Clarke : Pop Schnitzel
- Phil Smith : Barman Joe
- Donald Bradman : lui-même
- William Hartnell : Abe McKeller

## Redécouverte du film
Considéré comme disparu, il a été redécouvert par hasard par un employé de bureau australien qui a retrouvé 8 bobines sur 9. La version courte britannique a été retrouvée deux ans plus tard.